# Liste der türkischen Botschafter in Bulgarien
Der türkische Botschafter residiert in Sofia.
| Ernannt / Akkreditiert | Name                   | Bemerkungen | ernannt während der Regierung von | akkreditiert während der Regierung | Posten verlassen |
| ---------------------- | ---------------------- | --- | --------------------------------- | ---------------------------------- | ---------------- |
| 1909                   | Mustafa Asım Turgut    | | Mehmed V.                         | Iwan Geschow                       | 1910             |
| 1911                   | Nabi Bey               | | Mehmed V.                         | Iwan Geschow                       | 1911             |
| 1911                   | Nabi Bey               | | Mehmed V.                         | Iwan Geschow                       | 1911             |
| 1913                   | Fethi Okyar            | 1910–1913 Militärattaché in Sofia | Mehmed V.                         | Iwan Geschow                       | 1916             |
| 1918                   | İsmail Safa Özler      | | Mehmed V.                         | Wassil Radoslawow                  | 1919             |
| 1921                   | Cevat Abbas Gürer      | (* 1887; † 1943) | Fevzi Çakmak                      | Aleksandar Stambolijski            |                  |
| 1923                   | Enver Bey              | 1924 Botschafter in Brüssel | Rauf Orbay                        | Aleksandar Stambolijski            | 1923             |
| 1924                   | Server Cemal Bey       | | İsmet İnönü                       | Aleksandar Zankow                  | 1924             |
| 1926                   | Ali Türkgeldi          | 1937 Botschafter in Tirana, 8. Juli 1948 – 4. Mai 1951 Botschafter in Neu-Delhi; 28. Juli 1951 – 29. April 1955 Botschafter in Teheran; | İsmet İnönü                       | Aleksandar Zankow                  |                  |
| 1926                   | Hüsrev Gerede          | | İsmet İnönü                       | Aleksandar Zankow                  | 1929             |
| 1931                   | Tevfik Kamil Koperler  | 1934–1938 Botschafter in Madrid | İsmet İnönü                       | Andrei Ljaptschew                  | 1933             |
| 1934                   | Ali Şevki Berker       | 1921 Botschafter in Stockholm | İsmet İnönü                       | Nikola Muschanow                   | 1941             |
| 1942                   | Hasan Vasfi Menteş     | Anfang 1935 Botschafter in Prag | Refik Saydam                      | Georgi Kjosseiwanow                | 1944             |
| 1945                   | Faik Zihni Akdur       | November 1946 Botschafter in Moskau | Şükrü Saracoğlu                   | Iwan Geschow                       | 1945             |
| 1947                   | Şefkati Nuri İstinyeli | 1954 Botschafter in Tel Aviv-Jaffa | Recep Peker                       | Georgi Dimitrow                    | 1948             |
| 1949                   | Basri Rızan            | | Şemsettin Günaltay                | Georgi Dimitrow                    | 1950             |
| 1956                   | Tevfik Kazım Kemahlı   | | Cemal Gürsel                      | Walko Tscherwenkow                 | 1956             |
| 1960                   | Necmeddin Tuncel       | | Adnan Menderes                    | Anton Jugow                        | 1965             |
| 1971                   | Nihat Dinç             | 27. November 1976 – 4. November 1980 Botschafter in Islamabad                                                                           | Süleyman Demirel                  | Todor Schiwkow                     | 1976             |
| 1976                   | Ecmel Barutçu          | Leitete eine Zypernkommission des Außenministeriums.                                                                                    | Süleyman Demirel                  | Stanko Todorow                     | 1978             |
| 1979                   | Yıldırım Keskin        | | Bülent Ecevit                     | Stanko Todorow                     | 1982             |
| 1983                   | Ömer Engin Lütem       | (* 1933 in Istanbul) | Bülend Ulusu                      | Grischa Filipow                    | 1989             |
| 1989                   | Yalçın Oral            | | Turgut Özal                       | Georgi Atanassow                   | 1995             |
| 30. Juli 1995          | Mehmet Ali İrtemçelik  | | Tansu Çiller                      | Schan Widenow                      | 30. Okt. 1997    |
| 30. Okt. 1997          | Tahsin Burcuoğlu       | | Necmettin Erbakan                 | Iwan Kostow                        | 2. Nov. 2001     |
| 14. Nov. 2001          | Haydar Berk            | | Bülent Ecevit                     | Simeon Sakskoburggotski            | 17. Dez. 2005    |
| 30. Dez. 2005          | Mehmet Tuğrul Gücük    | | Recep Tayyip Erdoğan              | Sergei Stanischew                  | 17. Dez. 2010    |
| 26. Nov. 2010          | İsmail Aramaz          | | Recep Tayyip Erdoğan              | Bojko Borissow                     | 1. Dez. 2013     |
| 3. Dez. 2013           | Süleyman Gökçe         | | Recep Tayyip Erdoğan              | Plamen Orescharski                 | 1. Dez. 2013     |